# 제리 하딘
제리 하딘(Jerry Hardin, 1929년 11월 20일 ~ )은 미국의 배우이다.
댈러스에서 태어났다.

## 출연 작품
- 당신 (2009, You)
- 마지막 자장가 (2008년)
- 아일랜드 프레이 (2005년) - 샘 헤이스 역
- 아직 멀었어요? (2005년)
- 히달고 (2004년)
- 세컨드 시빌 워 (1997년)
- 블랙 돈 (1997년)
- 소울 오브 더 게임 (1996년)
- 버뮤다 삼각지 (1996년)
- 미시시피의 유령 (1996년)
- 미스터 커티 (1996년)
- 야망의 함정 (1993년)
- 천사의 유혹 (1991년)
- 정오의 열정 (1990년)
- 퍼시픽 하이츠 (1990년)
- 금지된 자유 (1989년)
- 블레이즈 (1989년)
- 더 타운 불리 (1988년)
- War Party (1988)
- KGB의 아들 (1988년)
- 반항의 계절 (1988년)
- LBJ: 초창기 (1987년)
- 해리 구출 작전 (1986년)
- 집행자 (1986년)
- 빅 트러블 (1986년)
- 매스 어필 (1984년)
- 욕망의 그림자 (1984년)
- 비통한 사람들 (1984년)
- 위험한 장난 (1984년)
- 쿠조 (1983년)
- 다우 설트 낫 킬 (1982년)
- 미스테리어스 투 (1982년)
- 템피스트 (1982년)
- 고독한 방랑자 (1982년)
- 의문의 실종 (1982년) - 숀 패트릭 역
- 내일은 태양 (1981년)
- 레즈 (1981년)
- 홍키 통키 프리웨이 (1981년)
- 하트랜드 (1979년)
- 아람브리스타 (1977년)
- 사랑의 화원 (1976년)

### 텔레비전
- X 파일 - TV시리즈 (1993년)
- 닥터 퀸 (1993년)
- Bluegrass (1988)
- 스타 트렉 - 넥스트 제너레이션 TV 시리즈 (1987년)
- LA 로 (1986년)
- 낫츠 랜딩 (1979년)
- 달라스 (1978년)